# Lípa svobody (Skalka)
Lípa republiky na Skalce je významný strom, který roste v Praze 10-Strašnicích na točně autobusů u metra A Skalka.

## Popis
Lípa roste na trávníku u pěšiny vedoucí západním směrem od zastávky MHD. Obvod kmene má 50 cm (2015), výška není uvedena. V databázi významných stromů Prahy je zapsaná od roku 2013.

## Historie
Lípa svobody byla vysazena 28. října 1998 na připomínku 80. výročí vzniku Československé republiky. Vysadila ji Městská část Praha 10. U lípy je tabulka umístěná na žulovém patníku a informační cedule o významných stromech Prahy 10.